# Wikipédia en aragonais
Wikipédia en aragonais (en aragonais : Wikipedia en aragonés ou Biquipedia) est l’édition de Wikipédia en aragonais, langue occitano-romane parlée en Aragon en Espagne. L'édition est lancée le 21 juillet 2004. Son code est : an.
Au 21 mars 2025, l'édition en aragonais contient 48 353 articles et compte 81 476 contributeurs, dont 72 contributeurs actifs et 9 administrateurs.

## Présentation

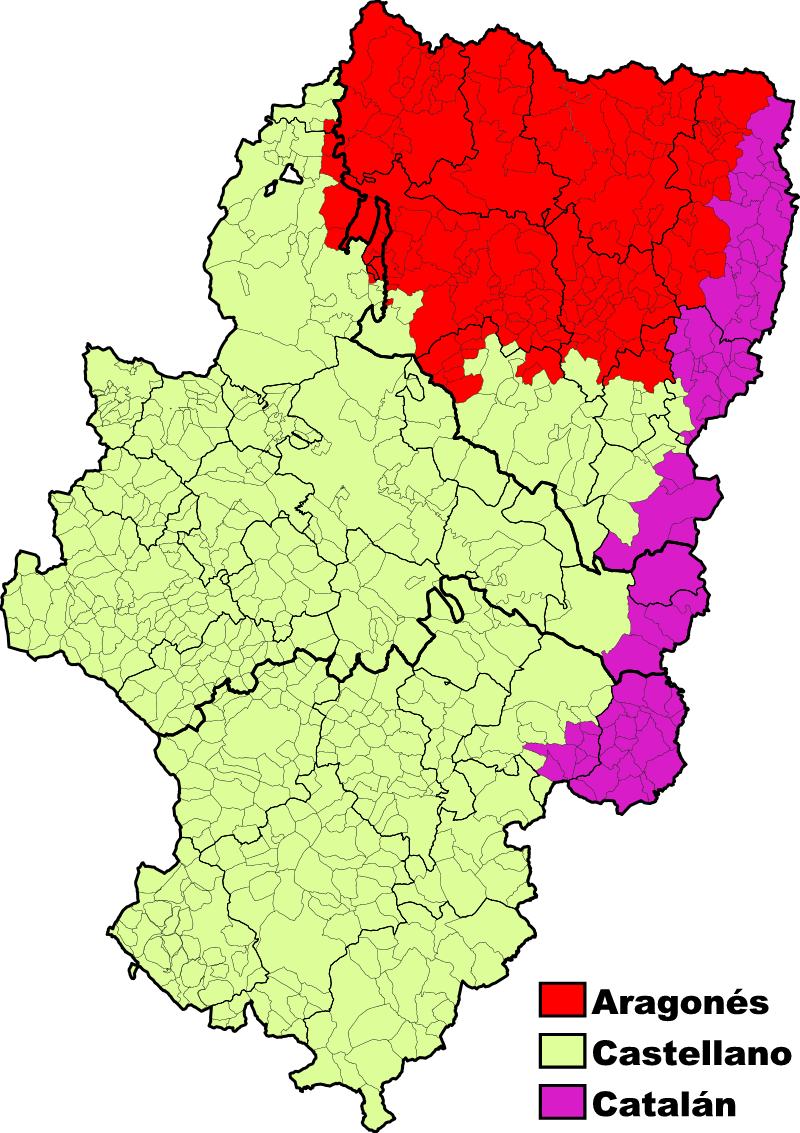
Répartition géographique de l'aragonais (en rouge).
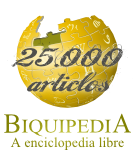
Logo créé pour célébrer le 25 000e article de wk.an

## Statistiques
- Le 10 000e article est créé le 21 août 2008.
- En novembre 2009, l'édition en aragonais compte quelque 17 700 articles et 6 900 utilisateurs enregistrés.
- En mars 2012, elle compte quelque 27 000 articles.
- Le 22 avril 2013, elle compte 29 118 articles.
- Le 20 septembre 2022, elle contient 42 283 articles et compte 68 916 contributeurs, dont 82 contributeurs actifs et 6 administrateurs.
- Le 27 août 2024, elle contient 46 712 articles et compte 78 973 contributeurs, dont 71 contributeurs actifs et 9 administrateurs.